# Saison 2015-2016 du SCO d'Angers
Maillots
Chronologie
Saison précédente Saison suivante
La saison 2015-2016 du Angers SCO, club de football français, voit le club évoluer en Ligue 1.

## Résultats

### Amical
| Date       | Lieu               | Adversaire                 | Résultat | Buteurs pour le SCO              | Affluence |
| 11 juillet | Segré              | Stade Lavallois (Ligue 2)  | 2 - 1    | Doré 35e, Sissoko 48e            | 1 500     |
| 16 juillet | La Rochelle        | FCG Bordeaux (Ligue 1)     | 0 - 0    |                                  | 1 000     |
| 19 juillet | La Pommeraye       | Chamois niortais (Ligue 2) | 3 - 2    | Doré 3e 45e, Ketkeophomphone 50e | 2 400     |
| 22 juillet | Alençon            | SM Caen (Ligue 1)          | 1 - 1    | Mangani 23e                      |           |
| 25 juillet | Luçon              | Luçon VF (National)        | 0 - 2    |                                  |           |
| 29 juillet | Beaufort en Vallée | LB Châteauroux (National)  | 0 - 0    |                                  | 2 000     |
| 1er août   | Angers             | FC Lorient (Ligue 1)       | 0 - 0    |                                  |           |

### Coupe de France
| Date       | Tour          | Adversaire             | Lieu | Résultat | Buteurs pour le SCO             | Affluence |
| 2 janvier  | 32e de finale | Racing Besançon (CFA2) | Ext. | 1 - 3    | Traoré 6e, Ndoye 17e, Diers 67e |           |
| 19 janvier | 16e de finale | FCG Bordeaux (L1)      | Dom. | 1 - 2    | Ketkeophomphone 69e             | 4 484     |

### Coupe de la Ligue
| Date       | Tour          | Adversaire    | Lieu | Résultat | Buteurs pour le SCO | Affluence |
| 27 octobre | 16e de finale | Tours FC (L2) | Ext. | 1 - 0    |                     | 10 139    |

### Statistiques
- Premier but de la saison : Abdoul Razzagui Camara, 4e minute, lors de la 1re journée de Ligue 1, face à Montpellier Hérault Sport Club le 8 août 2015
- Premier penalty : Thomas Mangani, 57e minute, lors de la 6e journée de Ligue 1, face à l'ESTAC Troyes le 19 septembre 2015
- Premier doublé : Cheikh Ndoye, 2e et 20e minute, lors de la 3e journée de Ligue 1, face au GFC Ajaccio le 22 août 2015
- But le plus rapide d'une rencontre : Cheikh Ndoye, 2e minute, lors de la 3e journée de Ligue 1, face au GFC Ajaccio le 22 août 2015
- But le plus tardif d'une rencontre : Goran Karanovic, 92e minute, lors de la 27e journée de Ligue 1, face au Montpellier HSC le 20 février 2016
- Plus grand nombre de buts marqués : 5, lors de la 31e journée de Ligue 1, face au FC Lorient le 19 mars 2016
- Plus grand nombre de buts encaissés : 5, lors de la 22e journée de Ligue 1, face au Paris SG le 23 janvier 2016
- Plus grand nombre de buts marqués dans une rencontre : 6, lors de la 22e journée de Ligue 1, face au Paris SG le 23 janvier 2016 et lors de la 31e journée de Ligue 1, face au FC Lorient le 19 mars 2016
- Meilleur classement de la saison en Ligue 1 : 1er après la 1re journée de Ligue 1
- Moins bon classement de la saison en Ligue 1 : 12e après la 30e journée de Ligue 1
- Plus grande affluence à domicile : 16381, lors de la 16e journée de Ligue 1, face au Paris SG le 2 décembre 2015
- Plus grande affluence à l'extérieur : 46199, lors de la 22e journée de Ligue 1, face au Paris SG le 23 janvier 2016
- Plus petite affluence à domicile : 4484, lors du 16e de finale de la Coupe de France, face au FCG Bordeaux le 19 janvier 2016
- Plus petite affluence à l'extérieur : 3911, lors de la 3e journée de Ligue 1, face au GFC Ajaccio le 22 août 2015
- Affluence moyenne à domicile : 13051 spectateurs

### Buteurs
| Joueur                 | Total | Ligue 1 | Coupe de France | Coupe de la Ligue |
| ---------------------- | ----- | ------- | --------------- | ----------------- |
| Cheikh Ndoye           | 10    | 9       | 1               | 0                 |
| Billy Ketkeophomphone  | 6     | 5       | 1               | 0                 |
| Thomas Mangani         | 5     | 5       | 0               | 0                 |
| Pierrick Capelle       | 4     | 4       | 0               | 0                 |
| Mohamed Yattara        | 2     | 2       | 0               | 0                 |
| Gilles Sunu            | 2     | 2       | 0               | 0                 |
| Romain Saïss           | 2     | 2       | 0               | 0                 |
| Romain Thomas          | 2     | 2       | 0               | 0                 |
| Arnold Bouka Moutou    | 2     | 2       | 0               | 0                 |
| Abdoul Razzagui Camara | 2     | 2       | 0               | 0                 |
| Ismaël Traoré          | 2     | 1       | 1               | 0                 |
| Charles Diers          | 2     | 1       | 1               | 0                 |
| Goran Karanovic        | 1     | 1       | 0               | 0                 |
| Grégory Bourillon      | 1     | 1       | 0               | 0                 |
| Saïd Benrahma          | 1     | 1       | 0               | 0                 |
| Total                  | 44    | 40      | 4               | 0                 |

### Passeurs
| Joueur                | Total | Ligue 1 | Coupe de France | Coupe de la Ligue |
| --------------------- | ----- | ------- | --------------- | ----------------- |
| Billy Ketkeophomphone | 8     | 8       | 0               | 0                 |
| Thomas Mangani        | 5     | 5       | 0               | 0                 |
| Cheikh Ndoye          | 2     | 2       | 0               | 0                 |
| Mohamed Yattara       | 2     | 2       | 0               | 0                 |
| Romain Saïss          | 1     | 1       | 0               | 0                 |
| Vincent Manceau       | 1     | 1       | 0               | 0                 |
| Yoann Andreu          | 1     | 1       | 0               | 0                 |
| Slimane Sissoko       | 1     | 1       | 0               | 0                 |
| Gilles Sunu           | 1     | 1       | 0               | 0                 |
| Total                 | 22    | 22      | 0               | 0                 |

### Cartons jaunes
| Joueur                 | Total | Ligue 1 | Coupe de France | Coupe de la Ligue |
| ---------------------- | ----- | ------- | --------------- | ----------------- |
| Romain Saïss           | 13    | 12      | 0               | 1                 |
| Romain Thomas          | 8     | 8       | 0               | 0                 |
| Yoann Andreu           | 7     | 7       | 0               | 0                 |
| Cheikh Ndoye           | 6     | 5       | 1               | 0                 |
| Billy Ketkeophomphone  | 5     | 4       | 1               | 0                 |
| Thomas Mangani         | 5     | 5       | 0               | 0                 |
| Gilles Sunu            | 4     | 4       | 0               | 0                 |
| Abdoul Razzagui Camara | 4     | 4       | 0               | 0                 |
| Pierrick Capelle       | 4     | 4       | 0               | 0                 |
| Arnold Bouka Moutou    | 4     | 2       | 1               | 1                 |
| Gaël Angoula           | 3     | 3       | 0               | 0                 |
| Olivier Auriac         | 2     | 1       | 0               | 1                 |
| Vincent Manceau        | 2     | 2       | 0               | 0                 |
| Férébory Doré          | 2     | 2       | 0               | 0                 |
| Ismaël Traoré          | 2     | 2       | 0               | 0                 |
| Mohamed Yattara        | 2     | 2       | 0               | 0                 |
| Slimane Sissoko        | 1     | 1       | 0               | 0                 |
| Alexandre Letellier    | 1     | 1       | 0               | 0                 |
| Grégory Bourillon      | 1     | 1       | 0               | 0                 |
| Total                  | 76    | 70      | 3               | 3                 |

### Cartons rouges
| Joueur           | Total | Ligue 1 | Coupe de France | Coupe de la Ligue |
| ---------------- | ----- | ------- | --------------- | ----------------- |
| Cheikh Ndoye     | 2     | 2       | 0               | 0                 |
| Slimane Sissoko  | 1     | 1       | 0               | 0                 |
| Pierrick Capelle | 1     | 1       | 0               | 0                 |
| Thomas Mangani   | 1     | 1       | 0               | 0                 |
| Ismaël Traoré    | 1     | 1       | 0               | 0                 |
| Total            | 6     | 6       | 0               | 0                 |

### Récompenses individuelles
- Meilleur joueur sénégalais de l'année : Cheikh Ndoye[4]
- France Football
  - Équipe type de la 1re journée en Ligue 1 : Cheikh Ndoye, Abdoul Camara, Gilles Sunu
  - Équipe type de la 3e journée en Ligue 1 : Cheikh Ndoye
  - Équipe type de la 4e journée en Ligue 1 : Vincent Manceau
  - Équipe type de la 6e journée en Ligue 1 : Romain Thomas, Romain Saïss, Thomas Mangani, Abdoul Camara
  - Équipe type de la 8e journée en Ligue 1 : Ludovic Butelle
  - Équipe type de la 9e journée en Ligue 1 : Romain Thomas, Billy Ketkeophomphone
  - Équipe type de la 10e journée en Ligue 1 : Cheikh Ndoye, Abdoul Camara
  - Équipe type de la 14e journée en Ligue 1 : Romain Thomas
  - Équipe type de la 15e journée en Ligue 1 : Ismaël Traoré
  - Équipe type de la 16e journée en Ligue 1 : Ludovic Butelle, Romain Thomas, Romain Saïss, Cheikh Ndoye, Abdoul Camara
  - Équipe type de la 17e journée en Ligue 1 : Romain Thomas, Cheikh Ndoye
  - Équipe type de la 18e journée en Ligue 1 : Romain Thomas
  - Équipe type de la 20e journée en Ligue 1 : Ismaël Traoré, Cheikh Ndoye
  - Équipe type de la 23e journée en Ligue 1 : Cheikh Ndoye, Pierrick Capelle
  - Équipe type de la 29e journée en Ligue 1 : Ismaël Traoré
  - Équipe type de la 31e journée en Ligue 1 : Romain Saïss, Billy Ketkeophomphone
  - Équipe type de la 32e journée en Ligue 1 : Alexandre Letellier
  - Équipe type de la 34e journée en Ligue 1 : Romain Thomas, Billy Ketkeophomphone
- Trophées UNFP :
  - Élu pour le plus beau but de la saison de Ligue 1 : Pierrick Capelle
  - Nommé pour meilleur entraineur de l'année en Ligue 1 : Stéphane Moulin
- Joueurs du mois :
  - Nommé pour le joueur du mois de décembre en Ligue 1 : Cheikh Ndoye[5]